# Braziliaans handbalteam (vrouwen)

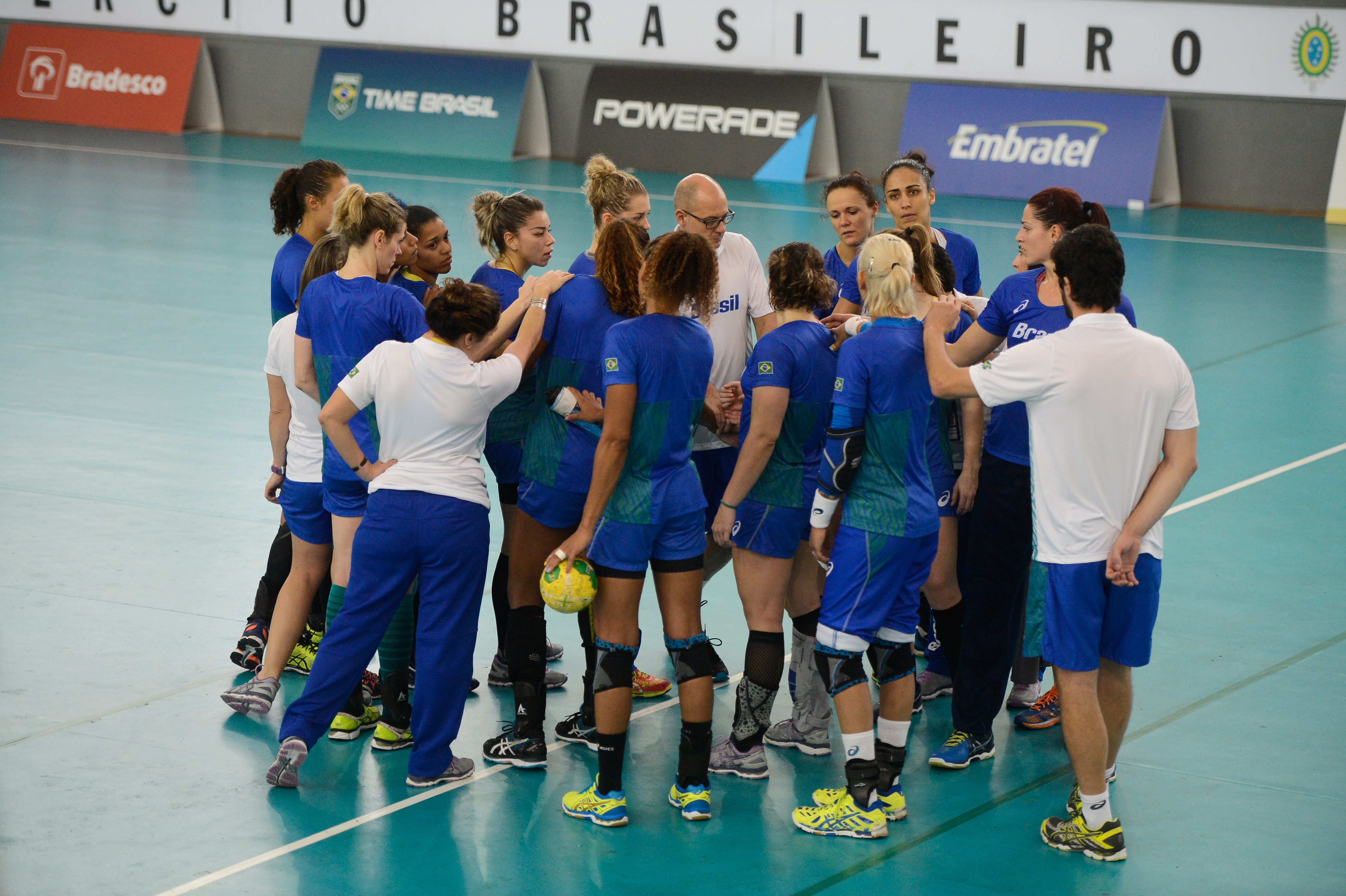
Braziliaanse handbalteam (2016)

Het Braziliaanse handbalteam vertegenwoordigt de Confederação Brasileira de Handebol in internationale handbalwedstrijden voor vrouwen. De vrouwenselectie, bijgenaamd Canarinhos, won in 2013 als eerste natie uit Zuid-Amerika de wereldtitel door in de finale van het toernooi gastland Servië met 22-20 te verslaan. Dat gebeurde onder leiding van de Deense bondscoach Morten Soubak.

## Resultaten

### Olympische Spelen
| Olympische Spelen | Olympische Spelen   | Olympische Spelen   | Olympische Spelen   | Olympische Spelen   | Olympische Spelen   | Olympische Spelen   | Olympische Spelen   | Olympische Spelen   |
| Jaar (teams)      | Resultaat           | Wed                 | W                   | G                   | V                   | DV                  | DT                  | DS                  |
| ----------------- | ------------------- | ------------------- | ------------------- | ------------------- | ------------------- | ------------------- | ------------------- | ------------------- |
| 1976 (6)          | Niet gekwalificeerd | Niet gekwalificeerd | Niet gekwalificeerd | Niet gekwalificeerd | Niet gekwalificeerd | Niet gekwalificeerd | Niet gekwalificeerd | Niet gekwalificeerd |
| 1980 (6)          | Niet gekwalificeerd | Niet gekwalificeerd | Niet gekwalificeerd | Niet gekwalificeerd | Niet gekwalificeerd | Niet gekwalificeerd | Niet gekwalificeerd | Niet gekwalificeerd |
| 1984 (6)          | Niet gekwalificeerd | Niet gekwalificeerd | Niet gekwalificeerd | Niet gekwalificeerd | Niet gekwalificeerd | Niet gekwalificeerd | Niet gekwalificeerd | Niet gekwalificeerd |
| 1988 (8)          | Niet gekwalificeerd | Niet gekwalificeerd | Niet gekwalificeerd | Niet gekwalificeerd | Niet gekwalificeerd | Niet gekwalificeerd | Niet gekwalificeerd | Niet gekwalificeerd |
| 1992 (8)          | Niet gekwalificeerd | Niet gekwalificeerd | Niet gekwalificeerd | Niet gekwalificeerd | Niet gekwalificeerd | Niet gekwalificeerd | Niet gekwalificeerd | Niet gekwalificeerd |
| 1996 (8)          | Niet gekwalificeerd | Niet gekwalificeerd | Niet gekwalificeerd | Niet gekwalificeerd | Niet gekwalificeerd | Niet gekwalificeerd | Niet gekwalificeerd | Niet gekwalificeerd |
| 2000 (10)         | 8ste                | 7                   | 1                   | 0                   | 6                   | 180                 | 238                 | –58                 |
| 2004 (10)         | 7de                 | 7                   | 2                   | 0                   | 5                   | 178                 | 192                 | –14                 |
| 2008 (12)         | 9de                 | 5                   | 1                   | 1                   | 3                   | 124                 | 137                 | –13                 |
| 2012 (12)         | 6de                 | 6                   | 4                   | 0                   | 2                   | 156                 | 143                 | +13                 |
| 2016 (12)         | 5de                 | 6                   | 4                   | 0                   | 2                   | 161                 | 149                 | +12                 |
| 2020 (12)         | 11de                | 5                   | 1                   | 1                   | 3                   | 130                 | 156                 | −26                 |
| Totaal            | 6/12                | 36                  | 13                  | 2                   | 21                  | 929                 | 1.015               | –86                 |

### Wereldkampioenschap
| Wereldkampioenschap | Wereldkampioenschap               | Wereldkampioenschap               | Wereldkampioenschap               | Wereldkampioenschap               | Wereldkampioenschap               | Wereldkampioenschap               | Wereldkampioenschap               | Wereldkampioenschap               |
| Jaar                | Resultaat                         | Wed                               | W                                 | G                                 | V                                 | DV                                | DT                                | DS                                |
| ------------------- | --------------------------------- | --------------------------------- | --------------------------------- | --------------------------------- | --------------------------------- | --------------------------------- | --------------------------------- | --------------------------------- |
| 1957                | Niet deelgenomen aan kwalificatie | Niet deelgenomen aan kwalificatie | Niet deelgenomen aan kwalificatie | Niet deelgenomen aan kwalificatie | Niet deelgenomen aan kwalificatie | Niet deelgenomen aan kwalificatie | Niet deelgenomen aan kwalificatie | Niet deelgenomen aan kwalificatie |
| 1962                | Niet deelgenomen aan kwalificatie | Niet deelgenomen aan kwalificatie | Niet deelgenomen aan kwalificatie | Niet deelgenomen aan kwalificatie | Niet deelgenomen aan kwalificatie | Niet deelgenomen aan kwalificatie | Niet deelgenomen aan kwalificatie | Niet deelgenomen aan kwalificatie |
| 1965                | Niet deelgenomen aan kwalificatie | Niet deelgenomen aan kwalificatie | Niet deelgenomen aan kwalificatie | Niet deelgenomen aan kwalificatie | Niet deelgenomen aan kwalificatie | Niet deelgenomen aan kwalificatie | Niet deelgenomen aan kwalificatie | Niet deelgenomen aan kwalificatie |
| 1971                | Niet deelgenomen aan kwalificatie | Niet deelgenomen aan kwalificatie | Niet deelgenomen aan kwalificatie | Niet deelgenomen aan kwalificatie | Niet deelgenomen aan kwalificatie | Niet deelgenomen aan kwalificatie | Niet deelgenomen aan kwalificatie | Niet deelgenomen aan kwalificatie |
| 1973                | Niet deelgenomen aan kwalificatie | Niet deelgenomen aan kwalificatie | Niet deelgenomen aan kwalificatie | Niet deelgenomen aan kwalificatie | Niet deelgenomen aan kwalificatie | Niet deelgenomen aan kwalificatie | Niet deelgenomen aan kwalificatie | Niet deelgenomen aan kwalificatie |
| 1975                | Niet deelgenomen aan kwalificatie | Niet deelgenomen aan kwalificatie | Niet deelgenomen aan kwalificatie | Niet deelgenomen aan kwalificatie | Niet deelgenomen aan kwalificatie | Niet deelgenomen aan kwalificatie | Niet deelgenomen aan kwalificatie | Niet deelgenomen aan kwalificatie |
| 1978                | Niet deelgenomen aan kwalificatie | Niet deelgenomen aan kwalificatie | Niet deelgenomen aan kwalificatie | Niet deelgenomen aan kwalificatie | Niet deelgenomen aan kwalificatie | Niet deelgenomen aan kwalificatie | Niet deelgenomen aan kwalificatie | Niet deelgenomen aan kwalificatie |
| 1982                | Niet deelgenomen aan kwalificatie | Niet deelgenomen aan kwalificatie | Niet deelgenomen aan kwalificatie | Niet deelgenomen aan kwalificatie | Niet deelgenomen aan kwalificatie | Niet deelgenomen aan kwalificatie | Niet deelgenomen aan kwalificatie | Niet deelgenomen aan kwalificatie |
| 1986                | Niet deelgenomen aan kwalificatie | Niet deelgenomen aan kwalificatie | Niet deelgenomen aan kwalificatie | Niet deelgenomen aan kwalificatie | Niet deelgenomen aan kwalificatie | Niet deelgenomen aan kwalificatie | Niet deelgenomen aan kwalificatie | Niet deelgenomen aan kwalificatie |
| 1990                | Niet deelgenomen aan kwalificatie | Niet deelgenomen aan kwalificatie | Niet deelgenomen aan kwalificatie | Niet deelgenomen aan kwalificatie | Niet deelgenomen aan kwalificatie | Niet deelgenomen aan kwalificatie | Niet deelgenomen aan kwalificatie | Niet deelgenomen aan kwalificatie |
| 1993                | Niet deelgenomen aan kwalificatie | Niet deelgenomen aan kwalificatie | Niet deelgenomen aan kwalificatie | Niet deelgenomen aan kwalificatie | Niet deelgenomen aan kwalificatie | Niet deelgenomen aan kwalificatie | Niet deelgenomen aan kwalificatie | Niet deelgenomen aan kwalificatie |
| 1995                | 17de                              | 4                                 | 0                                 | 0                                 | 4                                 | 63                                | 109                               | –46                               |
| 1997                | 23ste                             | 5                                 | 0                                 | 0                                 | 5                                 | 104                               | 155                               | –51                               |
| 1999                | 16de                              | 6                                 | 1                                 | 1                                 | 4                                 | 127                               | 153                               | –26                               |
| 2001                | 12de                              | 6                                 | 3                                 | 0                                 | 3                                 | 155                               | 168                               | –13                               |
| 2003                | 20ste                             | 5                                 | 1                                 | 0                                 | 4                                 | 136                               | 155                               | –19                               |
| 2005                | 7de                               | 8                                 | 5                                 | 0                                 | 3                                 | 240                               | 244                               | –4                                |
| 2007                | 14de                              | 6                                 | 3                                 | 1                                 | 2                                 | 184                               | 128                               | +56                               |
| 2009                | 15de                              | 9                                 | 6                                 | 0                                 | 3                                 | 288                               | 224                               | +64                               |
| 2011                | 5de                               | 9                                 | 8                                 | 0                                 | 1                                 | 291                               | 228                               | +63                               |
| 2013                | 1ste                              | 9                                 | 9                                 | 0                                 | 0                                 | 253                               | 197                               | +56                               |
| 2015                | 10de                              | 6                                 | 4                                 | 1                                 | 1                                 | 140                               | 120                               | +20                               |
| 2017                | 18de                              | 7                                 | 2                                 | 2                                 | 3                                 | 165                               | 172                               | –7                                |
| 2019                | 17de                              | 7                                 | 3                                 | 1                                 | 3                                 | 173                               | 152                               | +21                               |
| 2021                | 6de                               | 7                                 | 5                                 | 0                                 | 2                                 | 201                               | 176                               | +25                               |
| Totaal              | 14/25                             | 94                                | 50                                | 6                                 | 38                                | 2.520                             | 2.381                             | +139                              |

### Pan-Amerikaanse Spelen
| Pan-Amerikaanse Spelen | Pan-Amerikaanse Spelen          | Pan-Amerikaanse Spelen          | Pan-Amerikaanse Spelen          | Pan-Amerikaanse Spelen          | Pan-Amerikaanse Spelen          | Pan-Amerikaanse Spelen          | Pan-Amerikaanse Spelen          | Pan-Amerikaanse Spelen          |
| Jaar                   | Resultaat                       | Wed                             | W                               | G                               | V                               | DV                              | DT                              | DS                              |
| ---------------------- | ------------------------------- | ------------------------------- | ------------------------------- | ------------------------------- | ------------------------------- | ------------------------------- | ------------------------------- | ------------------------------- |
| 1987                   | 3de                             | 5                               | 3                               | 0                               | 2                               | 112                             | 95                              | +17                             |
| 1991                   | Geen vrouwencompetitie gehouden | Geen vrouwencompetitie gehouden | Geen vrouwencompetitie gehouden | Geen vrouwencompetitie gehouden | Geen vrouwencompetitie gehouden | Geen vrouwencompetitie gehouden | Geen vrouwencompetitie gehouden | Geen vrouwencompetitie gehouden |
| 1995                   | 3de                             | 5                               | 3                               | 0                               | 2                               | 126                             | 110                             | +16                             |
| 1999                   | 1ste                            | 7                               | 6                               | 1                               | 0                               | 217                             | 154                             | +63                             |
| 2003                   | 1ste                            | 7                               | 7                               | 0                               | 0                               | 186                             | 97                              | +89                             |
| 2007                   | 1ste                            | 5                               | 5                               | 0                               | 0                               | 183                             | 83                              | +100                            |
| 2011                   | 1ste                            | 5                               | 5                               | 0                               | 0                               | 201                             | 70                              | +131                            |
| 2015                   | 1ste                            | 5                               | 5                               | 0                               | 0                               | 185                             | 92                              | +93                             |
| 2019                   | 1ste                            | 5                               | 5                               | 0                               | 0                               | 174                             | 78                              | +96                             |
| Totaal                 | 8/8                             | 44                              | 39                              | 1                               | 4                               | 1.384                           | 779                             | +605                            |

### Pan-Amerikaans kampioenschap
| Pan-Amerikaans kampioenschap | Pan-Amerikaans kampioenschap | Pan-Amerikaans kampioenschap | Pan-Amerikaans kampioenschap | Pan-Amerikaans kampioenschap | Pan-Amerikaans kampioenschap | Pan-Amerikaans kampioenschap | Pan-Amerikaans kampioenschap | Pan-Amerikaans kampioenschap |
| Jaar                         | Resultaat                    | Wed                          | W                            | G                            | V                            | DV                           | DT                           | DS                           |
| ---------------------------- | ---------------------------- | ---------------------------- | ---------------------------- | ---------------------------- | ---------------------------- | ---------------------------- | ---------------------------- | ---------------------------- |
| 1986                         | 3de                          | 4                            | 3                            | 0                            | 1                            | 35                           | 31                           | +4                           |
| 1989                         | 3de                          | 3                            | 1                            | 0                            | 2                            | 72                           | 53                           | +19                          |
| 1991                         | 3de                          | 5                            | 3                            | 0                            | 2                            | 178                          | 73                           | +105                         |
| 1997                         | 1ste                         | 6                            | 6                            | 0                            | 0                            | 179                          | 65                           | +114                         |
| 1999                         | 1ste                         | 5                            | 5                            | 0                            | 0                            | 148                          | 80                           | +68                          |
| 2000                         | 1ste                         | 5                            | 5                            | 0                            | 0                            | 210                          | 81                           | +129                         |
| 2003                         | 1ste                         | 5                            | 5                            | 0                            | 0                            | 199                          | 60                           | +139                         |
| 2005                         | 1ste                         | 5                            | 5                            | 0                            | 0                            | 166                          | 56                           | +110                         |
| 2007                         | 1ste                         | 5                            | 5                            | 0                            | 0                            | 188                          | 60                           | +128                         |
| 2009                         | 2de                          | 5                            | 4                            | 0                            | 1                            | 173                          | 84                           | +89                          |
| 2011                         | 1ste                         | 5                            | 5                            | 0                            | 0                            | 179                          | 83                           | +96                          |
| 2013                         | 1ste                         | 6                            | 6                            | 0                            | 0                            | 269                          | 89                           | +180                         |
| 2015                         | 1ste                         | 7                            | 7                            | 0                            | 0                            | 208                          | 116                          | +92                          |
| 2017                         | 1ste                         | 6                            | 6                            | 0                            | 0                            | 237                          | 95                           | +142                         |
| Totaal                       | 14/14                        | 72                           | 66                           | 0                            | 6                            | 2.441                        | 1.026                        | +1.415                       |

### Zuid- en Centraal Amerikaans kampioenschap
| Zuid- en Centraal Amerikaans kampioenschap | Zuid- en Centraal Amerikaans kampioenschap | Zuid- en Centraal Amerikaans kampioenschap | Zuid- en Centraal Amerikaans kampioenschap | Zuid- en Centraal Amerikaans kampioenschap | Zuid- en Centraal Amerikaans kampioenschap | Zuid- en Centraal Amerikaans kampioenschap | Zuid- en Centraal Amerikaans kampioenschap | Zuid- en Centraal Amerikaans kampioenschap |
| Jaar                                       | Resultaat                                  | Wed                                        | W                                          | G                                          | V                                          | DV                                         | DT                                         | DS                                         |
| ------------------------------------------ | ------------------------------------------ | ------------------------------------------ | ------------------------------------------ | ------------------------------------------ | ------------------------------------------ | ------------------------------------------ | ------------------------------------------ | ------------------------------------------ |
| 2018                                       | 1ste                                       | 4                                          | 4                                          | 0                                          | 0                                          | 131                                        | 54                                         | +77                                        |
| 2021                                       | 1ste                                       | 5                                          | 5                                          | 0                                          | 0                                          | 159                                        | 79                                         | +80                                        |
| Totaal                                     | 2/2                                        | 9                                          | 9                                          | 0                                          | 0                                          | 290                                        | 133                                        | +157                                       |

## Team

### Selecties
Olympische Spelen 2016 – 5de plaats
Alexandra do Nascimento, Fabiana Diniz, Samira Rocha, Daniela Piedade, Tamires Morena Lima, Fernanda da Silva, Ana Paula Belo, Jéssica Quintino, Bárbara Arenhart, Francielle da Rocha, Eduarda Amorim, Mayara Moura, Deonise Cavaleiro en Mayssa Pessoa. Bondscoach:  Morten Soubak.
 Pan-Amerikaanse Spelen 2015 – 1ste plaats
Alexandra do Nascimento, Samira Rocha, Daniela Piedade, Amanda Andrade, Tamires Morena Lima, Fernanda da Silva, Ana Paula Rodrigues, Jéssica Quintino, Bárbara Arenhart, Francielle da Rocha, Mayssa Pessoa, Elaine Barbosa, Jaqueline Anastácio, Célia Coppi en Deonise Fachinello. Bondscoach:  Morten Soubak.
 Pan-Amerikaans kampioenschap 2015 – 1ste plaats
Jacqueline Santana, Fabiana Diniz, Samira Rocha, Daniela Piedade, Amanda Andrade, Tamires Morena Lima, Jessica Quintino, Francielle da Rocha, Larissa Araujo, Jessica Oliveira, Adriana Lima, Jaqueline Anastacio, Gabriela Constantino, Victoria Macedo, Celia Coppi en Karoline Souza. Bondscoach:  Morten Soubak.
 Wereldkampioenschap 2013 – 1ste plaats
Fabiana Diniz, Alexandra do Nascimento, Samira Rocha, Daniela Piedade, Amanda Andrade, Fernanda da Silva, Ana Paula Rodrigues, Bárbara Arenhart, Elaine Gomes, Mayssa Pessoa, Karoline Souza, Eduarda Amorim, Deborah Hannah, Mariana Costa, Mayara Moura en Deonise Cavaleiro. Bondscoach:  Morten Soubak.
 Pan-Amerikaans kampioenschap 2013 – 1ste plaats
Bárbara Arenhardt, Mayssa Pessoa, Fabiana Diniz, Alexandra do Nascimento, Samira Rocha, Daniela Piedade, Amanda Andrade, Fernanda da Silva, Ana Paula Rodrigues, Jéssica Quintino, Juliana Araújo, Patrícia da Silva, Francielle da Rocha, Deborah Hannah, Débora Rodrigues Feitoza en Deonise Fachinello. Bondscoach:  Morten Soubak.
 Pan-Amerikaanse Spelen 2011 – 1ste plaats
Eduarda Amorim, Bárbara Arenhart, Moniky Bancilon, Francine Cararo, Deonise Cavaleiro, Fernanda da Silva, Fabiana Diniz, Alexandra do Nascimento, Mayara Moura, Daniela Piedade, Helena Silvia, Jéssica Quintino, Samira Rocha, Ana Paula Rodrigues en Chana Masson. Bondscoach:  Morten Soubak.
 Pan-Amerikaans kampioenschap 2011 – 1ste plaats
Chana Masson, Bárbara Arenhart, Deonise Fachinello, Eduarda Amorim, Karoline Souza, Mayara Moura, Silvia Helena, Alexandra do Nascimento, Fernanda da Silva, Jéssica Quintino, Dayane Rocha, Ana Paula Rodrigues, Tayra Rodrigues, Daniela Piedade, Fabiana Diniz en Scheyla Gris. Bondscoach:  Morten Soubak.
 Wereldkampioenschap 2005 – 7de plaats
Silvia Pinheiro, Tayra Rodrigues, Francine Moraes, Daniela Piedade, Alessandra Medeiros, Chana Masson, Jacqueline Oliveira Santana, Alexandra Nascimento, Fabiana Gripa, Milene Bruna Figueiredo, Viviane Jacques, Lucila Silva, Juceli Aparecida Sales da Rosa, Aline Da Conçeicão da Silva, Idalina Mesquita en Aline Silva dos Santos. Bondscoach: Juan Oliver.

### Belangrijke speelsters
Verschillende Braziliaanse speelsters zijn individueel onderscheiden op internationale toernooien, ofwel als "meest waardevolle speelster", topscoorder of als lid van het All-Star Team.
IHF wereldhandbalspeler van het jaar
- Alexandra do Nascimento, 2012
- Eduarda Amorim, 2014

Meest waardevolle speelster
- Eduarda Amorim (linkeropbouw), wereldkampioenschap 2013

All-Star Team speelsters
- Chana Masson (keeper), wereldkampioenschap 2011
- Alexandra do Nascimento (rechteropbouw), Olympische Spelen 2012
- Bárbara Arenhart (keeper), wereldkampioenschap 2013

Topscoorders
- Alexandra do Nascimento, wereldkampioenschap 2011 (57 goals)

1957:  Tsjecho-Slowakije · 
1962:  Roemenië · 
1965:  Hongarije · 
1971:  Oost-Duitsland · 
1973:  Joegoslavië · 
1975:  Oost-Duitsland · 
1978:  Oost-Duitsland · 
1982:  Sovjet-Unie · 
1986:  Sovjet-Unie · 
1990:  Sovjet-Unie · 
1993:  Duitsland · 
1995:  Zuid-Korea · 
1997:  Denemarken · 
1999:  Noorwegen · 
2001:  Rusland · 
2003:  Frankrijk · 
2005:  Rusland · 
2007:  Rusland · 
2009:  Rusland · 
2011:  Noorwegen · 
2013:  Brazilië · 
2015:  Noorwegen · 
2017:  Frankrijk · 
2019:  Nederland · 
2021:  Noorwegen